# Can Garrigosa
Can Garrigosa és una masia del terme municipal d'Abrera inclosa en l'Inventari del Patrimoni Arquitectònic de Catalunya.

## Descripció
Gran masia de tipus agrícola; té forma de "L" i està estructurada en planta baixa, pis i golfes. La façana principal està arrebossada, deixant a la vista tan sols les llindes i muntants d'algunes obertures. Destaca el gran nombre de finestres disposades sense massa ordre, algunes d'elles allindanades però també en trobem algunes d'arc conopial. Aquests arcs presenten permòdols amb cares humanes, motius vegetals o animals.
La façana principal, orientada a migdia, té la porta d'accés formada per un arc de mig punt adovellat, la línia d'impostes del qual està decorada amb rosetes. Al primer pis hi ha un rellotge de sol emmarcat amb ceràmica blava. El cos transversal té dues entrades: una amb arc de mig punt, sostingut per columnetes i amb escut a la clau, i l'altre, d'arc escarser, té una espiga de blat a la clau. Aquí les golfes s'han substituït per una galeria. Les cobertes són de teula àrab, la del cos transversal a dues aigües amb un ràfec sobresortint i la del central, a una sola vessant.

## Història
Segons el capbreu de Santjoan i Amat de Palou (1630), Benet Garrigosa, pagès de la parròquia de Sant Pere d'Abrera, confessava dos masos units i aglebats, un d'ells de nom Mas Salelles, el qual, segons les afrontacions descrites, es correspon amb l'emplaçament de Can Garrigosa.
En l'actualitat és propietat de l'INCASOL.